# Aeroclubul României
L'Aeroclubul României è la più antica istituzione rumena finalizzata a coordinare e incentivare i progressi dell'aviazione e della ricerca aeronautica. Nacque nel 1920 per iniziativa del principe George Valentin Bibescu con il nome di  Aeroclubul Regal al României (ARR).